# 韦镒
韦镒（709年—757年），京兆郡万年县（今陕西省西安市长安区）人，出自京兆韦氏逍遥公房，唐朝官员。

## 生平
韦镒考中进士，宏词、制策都考到优等，升任朝议大夫、监察御史，转任殿中御史、侍御史、礼部员外郎、吏部员外郎、中书舍人、给事中，又升任礼部侍郎、吏部侍郎、户部侍郎，虚龄四十九岁时去世，朝廷赠予二部尚书。

## 其他
韦镒从监察御史被贬官韦虢州任司户参军时，因为与当地的地方官是老朋友，请求去开凿虢州西城的道路。韦镒主持修道的事。刚刚修筑了几里路，就平了几百处坟墓。不久地方官想念韦镒，到湖边巡视。有人到湖边报告韦镒的妻子死了。韦镒的妻子死了七天后，韦镒请来寺庙僧人作法事。韦镒神情伤感丧失心志，僧人们都安慰劝勉他。斋戒结束，韦镒送僧人出门，话没说完，好像看见了什么，就作揖让僧人回避，又说：“弟子亡妻的身形出现了。”之后就像和亡妻相见谈话一样。韦镒刚走进厅堂倒在地上，因此死去，人们认为韦镒之死是夷平坟墓所导致。

## 诗文
韦镒现存诗歌一首，收录于《全唐诗·卷七百七十二》
|                | 大漠无屯云，孤峰出乱柳。前驱白登道，顾失飞狐口。 遥忆代王城，俯临恒山后。累累多古墓，寂寞为墟久。 岂不固金汤，终闻击铜斗。交欢初仗信，接宴翻贻咎。 埋宝贼夫人，磨笄伤彼妇。功成行且薄，义立名不朽。 莫慎纤微端，其何社稷守。身殁国遂亡，此立人君丑。 |
| ——《经望湖驿》 | |

## 家庭

### 祖父
- 韦待价，唐朝金紫光禄大夫、尚书左右仆射、同中书门下三品[1]

### 父亲
- 韦令仪，唐朝银青光禄大夫、梁州都督[1]

### 兄弟姐妹
- 韦鉴
- 韦銮，唐朝宣州司法参军
- 韦锜
- 韦镕
- 韦嘉娘，嫁卢某[3]

### 子女
- 韦武，唐朝京兆尹兼御史大夫、山陵桥道等使[1]